# Acuario de Gijón
El Acuario de Gijón, se ubica en el paseo de la Playa de Poniente, en el casco urbano de Gijón (España), en las dársenas de los antiguos Astilleros del Cantábrico. Fue inaugurado por las autoridades el 9 de junio y abrió sus puertas al público el 10 de junio de 2006. Fue gestionado por la empresa Coutant Aquariums y actualmente pertenece a la empresa de Bioparc
Cuenta con 2.000 m² de exposición, en la cual se encuentran 60 acuarios de agua dulce y salada, un auditorio para eventos, un aula educativa de unos 100 m², y una zona de ruperación de mamíferos y reptiles marinos. Dentro de los 60 tanques existen unas 250 especies de animales entre peces, invertebrados, mamíferos, reptiles anfibios y pájaros. Destacan 8 tiburones de entre 1,5 y 3 metros de longitud llegados directamente de Florida. En total, el número de ejemplares ronda los 5000 individuos; no obstante, con el paso del tiempo y la completa maduración de los sistemas se esperan alcanzar los 7000-8000 ejemplares.[cita requerida]

## Zonas de exposición

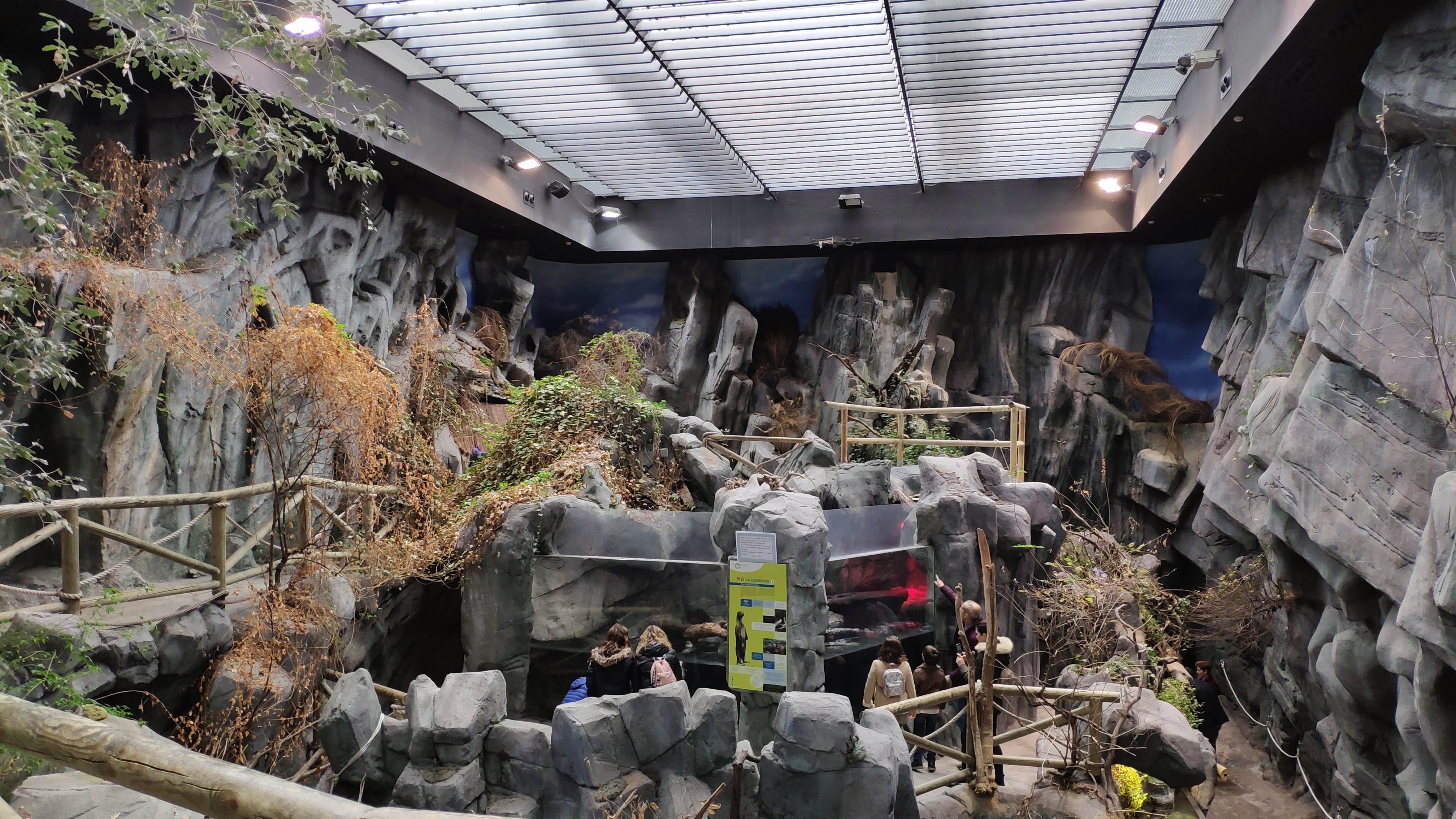
Interior del Acuario de Gijón.

El equipamiento consta de doce zonas temáticas visitables:
- Ríos asturianos.
- Zona cantábrica.
- Costa cantábrica.
- Atlántico.
- Islas del Caribe.
- Cabo de Hornos.
- Pacífico-Índico.
- Mar Rojo.
- Madagascar.
- Cabo de Buena Esperanza.
- Atlántico subtropical.
- Puerto asturiano.

Con todo ello el equipamiento gijonés será, de todo el mundo, el que albergue un mayor grado de biodiversidad en una instalación de sus dimensiones, de tamaño medio.
La duración estimada de la visita es de una hora y cuarenta minutos.